# Crosby, Stills and Nash
Crosby, Stills and Nash (abgekürzt auch CSN und CSNY – für Crosby, Stills, Nash and Young) war eine Folk-orientierte Rockband mit den Mitgliedern David Crosby, Stephen Stills, Graham Nash und phasenweise auch Neil Young. 
Hauptcharakteristika waren mehrstimmige Gesangsharmonien. Die Band wird als einflussreich angesehen.

## Bandgeschichte

### Gründung und sofortiger Erfolg
Crosby, Stills, Nash & Young waren eine sogenannte Supergroup, deren Mitglieder bereits in anderen Bands erfolgreich waren. David Crosby (The Byrds), Graham Nash (The Hollies) und Stephen Stills (Buffalo Springfield) gründeten CSN 1968, nachdem sie im Haus von „Mama“ Cass Elliot spontan zusammen gesungen hatten. Die drei beschlossen, ihre Nachnamen als Bandnamen zu wählen, weil sie von Anfang an Wert auf künstlerische Autonomie legten. Das erste Album der Gruppe, Crosby, Stills & Nash, erschien 1969 und war ein durchschlagender Erfolg. Es erreichte Platz 6 der US-LP-Charts und traf mit Songs wie Wooden Ships das Lebensgefühl vieler Amerikaner zur Zeit des Vietnamkriegs. Für dieses Album wurden Crosby, Stills & Nash 1970 mit einem Grammy als „beste neue Künstler“ ausgezeichnet. Da Stills fast alle Instrumente selbst eingespielt hatte, brauchten CSN weiteres Personal für Live-Auftritte.
Sie fanden es in dem Schlagzeuger Dallas Taylor (vorher bei der psychedelischen Folkband Clear Light), der bereits auf dem Debütalbum mitgespielt hatte, und dem Bassisten Greg Reeves, der als Sessionmusiker für Motown aktiv war. Als ständiges viertes Mitglied kam schließlich Neil Young (zuvor zusammen mit Stills bei Buffalo Springfield) hinzu, um am zweiten Album mitzuarbeiten. Der zweite Liveauftritt der Formation in der neuen Besetzung fand beim Woodstock-Festival statt. Die Bandmitglieder waren dementsprechend nervös und spielten zwei Sets. Den Anfang machte Suite: Judy Blue Eyes, eine Suite von acht Minuten, die vom Ende der Liebesbeziehung zwischen Stephen Stills und Judy Collins handelt. Außerdem spielten sie 4 + 20, Marrakesh Express, Blackbird, Long Time Gone, Find The Cost of Freedom, Sea of Madness und Wooden Ships. 4 + 20 erschien allerdings erst 1970 auf ihrem Album Déjà Vu, das ein großer Erfolg wurde. Es war das erste von drei aufeinanderfolgenden CSNY-Alben, die Platz 1 der Charts erreichten und die Gruppe als eine der weltweit führenden Rockbands etablierten. Vor allem der drei- bzw. vierstimmige Satzgesang, die herausragenden Songwriter-Qualitäten aller vier Mitglieder sowie die beiden überragenden Lead-Gitarristen Stephen Stills und Neil Young trugen wesentlich zum Erfolg der Band bei. Beide wurden in die Die 100 größten Gitarristen aller Zeiten gewählt.
Charakteristisch für die Band war das filigrane Gitarrenspiel, voller überraschender Breaks und gekonnter Tempowechsel, bei kraftvollen Rhythmen. Zudem verfeinerten CSN&Y zunehmend ihre an die Everly Brothers angelehnte Vokaltechnik mit Chorus-Variationen und durchaus komplizierten Zwischenstrophen, die bei den Vorgängerbands von Nash (Hollies) und Stills/Young (Buffalo Springfield) bereits aufgekeimt waren. In eklektizistischer Manier bauten sie raffinierte Songkaskaden auf und ließen dabei folkloristische Elemente der Byrds (Vorgängerband von Crosby) einfließen. Die Texte waren häufig aus dem persönlichen Leben gegriffen und behandelten Themen wie eine Widmung an Joni Mitchell (in Lady Of The Island) oder den Tod der Freundin bei einem Autounfall (Guinnevere); oder die Texte politisierten, wie Chicago, Ohio, Long Time Gone, Titel, die sich jedoch meist in melancholischem Protest erschöpften. Oft wurden CSN&Y als durch Country-Klänge amerikanisierte Version der Beatles betrachtet, genossen gleichwohl durch den Zuspruch der Fans und die Zahl ihrer Nachahmer einen vergleichbaren Stellenwert.

### Soloprojekte
Nach einer Sommertournee 1971 trennten sich CSNY nach persönlichen Querelen, obwohl sie den Gipfel ihres Erfolges noch nicht erreicht hatten. Gleichwohl kam es nie zu einer formellen Auflösung des Singer-Songwriter-Quartetts. Das kurz darauf veröffentlichte Live-Doppelalbum 4 Way Street erreichte wiederum Platz 1. In der Folge von Déjà Vu und 4 Way Street konzentrierten sich alle vier Mitglieder auf Solo-Projekte: Am erfolgreichsten war Stephen Stills, der mit seinem gleichnamigen Debüt-Album 1970 Platz 3 der Charts erreichte. Neil Young belegte mit After the Gold Rush, seinem bereits dritten Solo-Werk, Platz 8. Die Debütalben von Graham Nash (Songs For Beginners, Platz 15) und David Crosby (If I Could Only Remember My Name…, Platz 12) schnitten demgegenüber schlechter ab, beide hatten aber ab 1972 als Duo Crosby & Nash (CN) großen Erfolg.

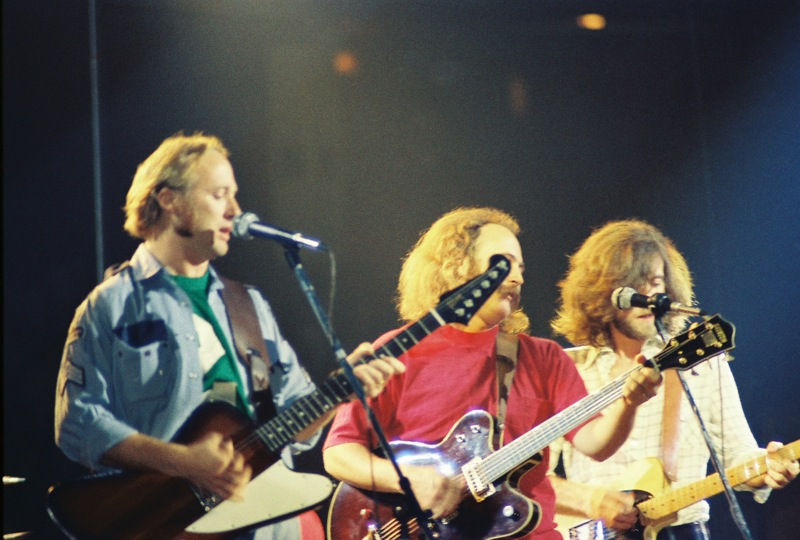
Crosby, Stills and Nash bei einem Konzert im August 1974 (v.l. Stephen Stills, David Crosby, Graham Nash)

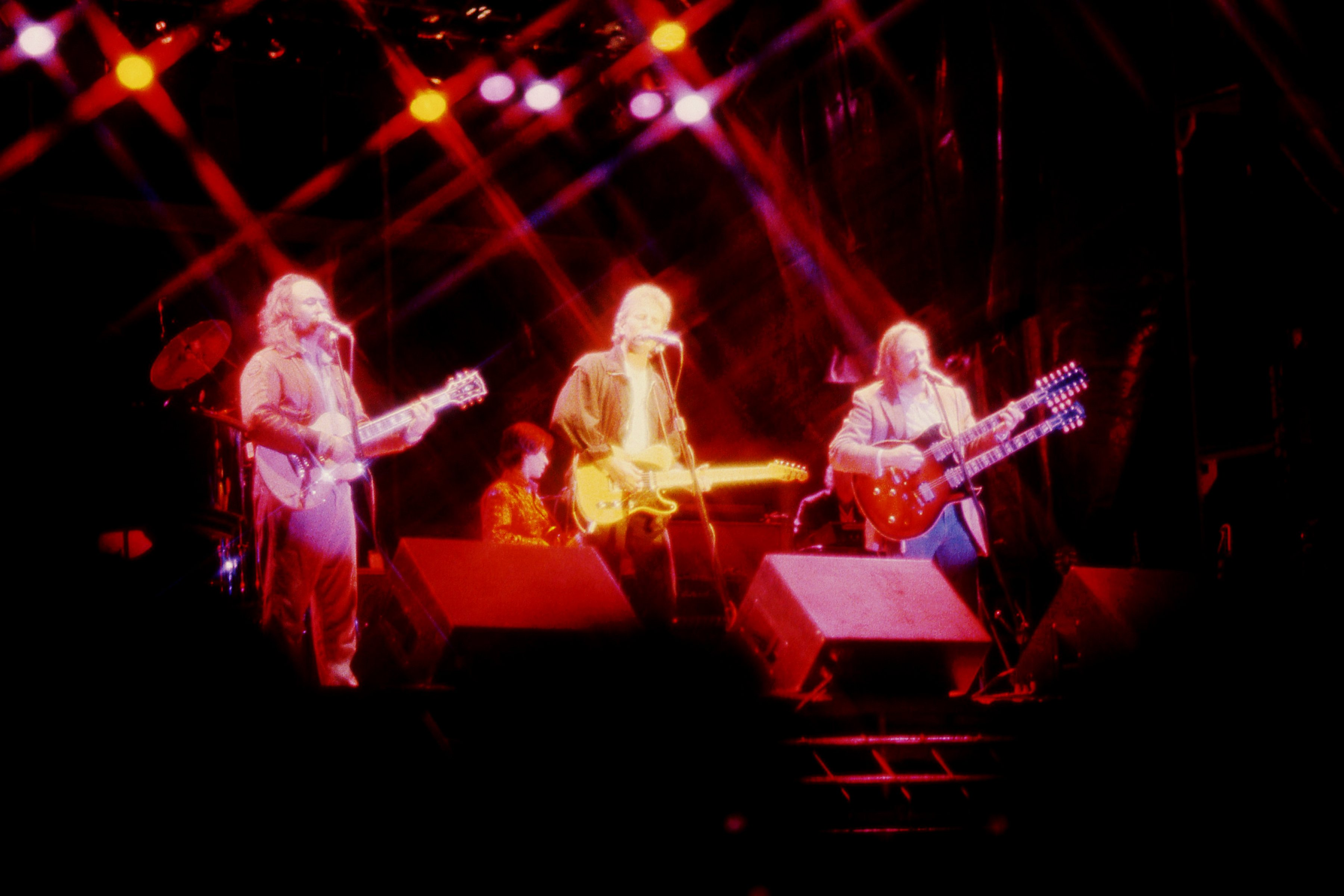
CSN bei einem Auftritt im Georg-Melches-Stadion am 17. Juni 1983

1974 kam die Band für eine internationale Stadiontournee erneut zusammen und plante, ein neues Album herauszubringen. Als dies erneut an persönlichen Differenzen scheiterte, brachte die Plattenfirma Atlantic Records das Album So Far heraus, um von der Popularität der Band weiterhin profitieren zu können. Dass es sich bei So Far lediglich um eine Kompilation bereits veröffentlichter CSN(Y)-Titel ohne neues Material handelte, tat dem Erfolg keinen Abbruch: Auch dieses Album erreichte Platz 1 der Charts. Auch die Tournee war in kommerzieller Hinsicht ein phänomenaler Erfolg geworden, in deren Zuge erneut Solo-Alben von Stills und Young sowie zwei neue CN-Werke erschienen. 1976 scheiterte der dritte Anlauf zu einem neuen CSNY-Album: Stills hatte Young für die Arbeit an einer Solo-LP gewinnen können, wobei Young vorschlug, auch Crosby und Nash mit an Bord zu holen. Einige Songs waren bereits eingespielt, als Crosby und Nash vertraglichen Verpflichtungen als Duo nachkommen mussten. Stills und Young löschten kurzerhand alle Vokalpartien von Crosby und Nash und brachten das Album Long May You Run als The Stills-Young Band heraus.

### Neuer Anfang
Trotz dieses Affronts taten sich Crosby und Nash 1977 erneut mit Stills zusammen und brachten – ohne Young, der sich mit Stills auf der „Long May You Run“-Tournee (wieder einmal) zerstritten hatte – das Album CSN heraus. CSN erreichte Platz 2 der US-Charts und bescherte der Band ihren ersten Top-10-Hit in den USA: Just A Song Before I Go, geschrieben von Graham Nash, erreichte Platz 7 der Billboard Hot 100-Charts und wurde der bis heute größte Single-Hit der Gruppe. Das Album bekam durchaus auch Spott ab. Weil CSN es mit dem Harmoniegesang in dieser Zeit deutlich übertrieben, sahen sich Rezensoren zur Warnung aufgerufen, das Album könne bei so viel unfreiwilliger Selbstparodie durchaus Diabetes auslösen. 1982 folgte das Album Daylight Again, das immerhin Platz 8 der Charts erreichte und mit Wasted On The Way (Platz 9) sowie Southern Cross (Platz 18) zwei weitere erfolgreiche Singles beinhaltete. Den Alben folgten CSN-Tourneen, deren Hauptlast allerdings - wegen Crosbys massiver werdender Drogenprobleme - zunehmend von Stills und Nash getragen wurde. 1985 spielten sowohl CSN als auch Neil Young beim Live-Aid-Konzert in Philadelphia; zunächst unabhängig voneinander, dann spontan und erstmals seit 1974 für zwei Songs im Quartett.
Erst 1988 spielte die Gruppe dann wieder ein Album mit Neil Young ein: American Dream; Young hatte versprochen, an einem Album mitzuarbeiten, falls Crosby seine Drogenprobleme in den Griff bekäme. Frank Laufenberg, einer der bekanntesten deutschen Musikjournalisten, bezeichnete American Dream als „ausgesprochen stark“. Die Platte erreichte Platz 16 der LP-Charts und war nach den längeren „Durststrecken“ aller vier Mitglieder in den 1980er-Jahren wieder ein Erfolg. Es folgten 1990 Live It Up (CSN) und 1994 After the Storm (CSN), die bei weitem nicht an frühere Erfolge anknüpfen konnten. Mit Young entstand 1999 das Album Looking Forward, das zwar in den USA nicht über Platz 26 hinauskam, aber in Deutschland (Platz 10) ein großer Erfolg wurde. Als CSNY daraufhin die „CSNY2K“-Tour starteten, war dies ihre erste gemeinsame Tour seit 26 Jahren. 2004 erschienen ein neues Doppelalbum von Crosby & Nash sowie ein Konzert von 1982 auf DVD. Looking Forward wurde das letzte Studioalbum der Band.

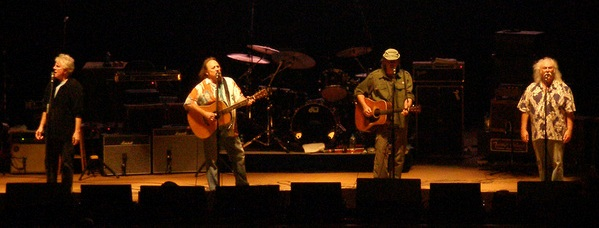
Crosby, Stills, Nash and Young bei einem Konzert der „Freedom of Speech“-Tour, 2006 (v.l. Graham Nash, Stephen Stills, Neil Young und David Crosby)

1997 erfolgte die Aufnahme in die Rock and Roll Hall of Fame. Seit 2010 sind alle vier Mitglieder zweimal in der Hall of Fame aufgenommen (Stills noch mit Buffalo Springfield 1997, Crosby mit den Byrds 1991, Nash mit den Hollies 2010, Young Solo 1995 und mit Buffalo Springfield 1997, allerdings nicht mit CSN).
Mit der Gründung der Vocal Group Hall of Fame 1998 wurden CSN – ebenfalls ohne Young – auch in diese aufgenommen. Alle vier sind auch Mitglieder der Songwriters Hall of Fame.

### Kritik am Irak-Krieg
CSN(Y) waren immer auch für ihre politischen Songs (zum Beispiel Wooden Ships, Ohio, Find The Cost of Freedom und War Games) und ihren Protest gegen den Vietnamkrieg bekannt, was wesentlich zu ihrer Popularität in den späten 1960er- und frühen 1970er-Jahren beitrug. 1989 flogen Crosby, Stills und Nash anlässlich des Mauerfalls spontan nach Berlin, wo sie am 20. November am Brandenburger Tor ein Konzert gaben. 2006 gingen sie auf die Tour Freedom of Speech, um gegen den Irakkrieg zu protestieren.
Die anlässlich der anstehenden Kongresswahlen stattfindende Tournee wurde von heftigen Protesten begleitet. In dieser „Freedom of Speech“-Konzertreihe sang die Band unter anderem Songs von Neil Youngs kriegskritischem Album „Living with War“ als Protest gegen die Bush-Regierung und den Irak-Krieg der USA. Über weite Teile der Show stand ein schief liegendes Peace-Zeichen auf der Bühnenleinwand, am Schluss des Auftritts zeigte die Band Fotos von mehreren Tausend gefallenen US-Soldaten. Nicht zufällig benannte Neil Young seinen Dokumentarfilm CSNY Déjà Vu über die Tour und das dazugehörige Live-Album (2008) nach einem ihrer frühen Hits: Déjà Vu. Es blieb das letzte CSNY-Album mit aktuellem Material. Crosby, Stills & Nash veröffentlichten als Trio anschließend noch eine Platte mit Demo-Aufnahmen (2009) sowie ein Konzert von 2012. Die finale Veröffentlichung der Band bildete das von der Kritik hoch gelobte Box-Set CSNY 1974 mit Aufnahmen von der berühmten Stadion-Tour von 1974.

### Zerwürfnis mit Crosby
CSNY traten nach 2006 nur noch gelegentlich zu viert auf, zuletzt im Oktober 2013 beim Bridge School Benefit Concert, das jährlich von Neil Young und seiner (damaligen) Frau Pegi veranstaltet wird. Das Ende der Band kam dennoch überraschend – und auf Raten. Nach abfälligen Bemerkungen von David Crosby über die neue Freundin Neil Youngs, Daryl Hannah, verkündete Young bei einem Solo-Konzert im Oktober 2014, dass er nie wieder mit Crosby arbeiten werde. Crosby entschuldigte sich später für seine Bemerkungen.
Als Trio gingen Crosby, Stills & Nash noch gemeinsam auf Tour, zuletzt spielten sie im Dezember 2015 bei einem nationalen Großereignis: dem Einschalten der Weihnachtsbeleuchtung des National Christmas Tree durch US-Präsident Barack Obama. Im März 2016 verkündete allerdings Graham Nash das definitive Ende der Band – auch er führte seine nun deutlich verschlechterte Beziehung zu Crosby als Grund an.
Stephen Stills meldete sich in dieser Angelegenheit zwar nicht zu Wort, trat aber im Mai 2016 wie schon im Jahr zuvor zusammen mit Neil Young beim Light Up The Blues Concert – einer Benefiz-Veranstaltung, die Stills und seine Frau Kristen jährlich zugunsten autistischer Kinder organisieren – auf und dankte in den Liner Notes seines ebenfalls im Mai 2016 erschienenen Albums Pierced Arrow (zusammen mit Kenny Wayne Shepherd und Barry Goldberg) Graham Nash und Neil Young, nicht aber David Crosby. Dieser gab im Februar 2018 an, durchaus Interesse an einer Reunion von CSNY zu haben; allerdings sprächen die anderen Musiker nicht mehr mit ihm, da sie alle sauer auf ihn seien.
Mit David Crosbys Tod im Januar 2023 ist eine Wiedervereinigung der Band unmöglich.

## Diskografie

### Studioalben
| Jahr | Titel                 | Höchstplatzierung, Gesamtwochen, AuszeichnungChartplatzierungen (Jahr, Titel, Platzierungen, Wochen, Auszeichnungen, Anmerkungen) | Höchstplatzierung, Gesamtwochen, AuszeichnungChartplatzierungen (Jahr, Titel, Platzierungen, Wochen, Auszeichnungen, Anmerkungen) | Höchstplatzierung, Gesamtwochen, AuszeichnungChartplatzierungen (Jahr, Titel, Platzierungen, Wochen, Auszeichnungen, Anmerkungen) | Höchstplatzierung, Gesamtwochen, AuszeichnungChartplatzierungen (Jahr, Titel, Platzierungen, Wochen, Auszeichnungen, Anmerkungen) | Höchstplatzierung, Gesamtwochen, AuszeichnungChartplatzierungen (Jahr, Titel, Platzierungen, Wochen, Auszeichnungen, Anmerkungen) | Anmerkungen                                     |
| Jahr | Titel                 | DE | AT | CH | UK | US | Anmerkungen                                     |
| ---- | --------------------- | --- | --- | --- | --- | --- | ----------------------------------------------- |
| 1969 | Crosby, Stills & Nash | — | — | — | UK25 Gold · (5 Wo.)UK | US6 ×4Vierfachplatin (1969) + Platin (1991) · (107 Wo.)US                                                                         | Erstveröffentlichung: 29. Mai 1969              |
| 1970 | Déjà Vu               | DE12 a Gold · (2 Wo.)DE | — | CH32 a Gold · (1 Wo.)CH | UK5 Gold · (61 Wo.)UK | US1 ×7Siebenfachplatin · (99 Wo.)US                                                                                               | Erstveröffentlichung: 11. März 1970 als CSNY    |
| 1977 | CSN                   | — | AT23 (4 Wo.)AT | — | UK23 (9 Wo.)UK | US2 ×4Vierfachplatin · (33 Wo.)US                                                                                                 | Erstveröffentlichung: 17. Juni 1977             |
| 1982 | Daylight Again        | DE31 (12 Wo.)DE | — | — | — | US8 Platin · (41 Wo.)US | Erstveröffentlichung: 21. Juni 1982             |
| 1988 | American Dream        | DE48 (9 Wo.)DE | — | — | — | US16 Platin · (22 Wo.)US | Erstveröffentlichung: 1. November 1988 als CSNY |
| 1990 | Live It Up            | — | — | — | — | US57 (11 Wo.)US | Erstveröffentlichung: 11. Juni 1990             |
| 1994 | After the Storm       | — | — | — | — | US98 (2 Wo.)US | Erstveröffentlichung: 16. August 1994           |
| 1999 | Looking Forward       | DE10 (5 Wo.)DE | — | — | UK54 (1 Wo.)UK | US26 (9 Wo.)US | Erstveröffentlichung: 26. Oktober 1999 als CSNY |

grau schraffiert: keine Chartdaten aus diesem Jahr verfügbar

### Livealben
| Jahr | Titel                       | Höchstplatzierung, Gesamtwochen, AuszeichnungChartplatzierungen (Jahr, Titel, Platzierungen, Wochen, Auszeichnungen, Anmerkungen) | Höchstplatzierung, Gesamtwochen, AuszeichnungChartplatzierungen (Jahr, Titel, Platzierungen, Wochen, Auszeichnungen, Anmerkungen) | Höchstplatzierung, Gesamtwochen, AuszeichnungChartplatzierungen (Jahr, Titel, Platzierungen, Wochen, Auszeichnungen, Anmerkungen) | Höchstplatzierung, Gesamtwochen, AuszeichnungChartplatzierungen (Jahr, Titel, Platzierungen, Wochen, Auszeichnungen, Anmerkungen) | Höchstplatzierung, Gesamtwochen, AuszeichnungChartplatzierungen (Jahr, Titel, Platzierungen, Wochen, Auszeichnungen, Anmerkungen) | Anmerkungen                                     |
| Jahr | Titel                       | DE | AT | CH | UK | US | Anmerkungen                                     |
| ---- | --------------------------- | --- | --- | --- | --- | --- | ----------------------------------------------- |
| 1971 | 4 Way Street                | DE— GoldDE | — | — | UK5 (12 Wo.)UK | US1 ×4Vierfachplatin · (42 Wo.)US                                                                                                 | Erstveröffentlichung: 7. April 1971 als CSNY    |
| 1983 | Allies                      | DE44 (6 Wo.)DE | — | — | — | US43 (12 Wo.)US | Erstveröffentlichung: 6. Juni 1983              |
| 2008 | Deja Vu: Live               | — | — | — | UK77 (1 Wo.)UK | US153 (1 Wo.)US | Erstveröffentlichung: 22. Juli 2008 als CSNY    |
| 2014 | CSNY 1974                   | DE11 (8 Wo.)DE | AT73 (1 Wo.)AT | CH41 (2 Wo.)CH | UK37 (1 Wo.)UK | US17 (11 Wo.)US | Erstveröffentlichung: 8. Juli 2014 als CSNY     |
| 2024 | Live at Fillmore East, 1969 | DE25 (1 Wo.)DE | AT43 (1 Wo.)AT | CH31 (1 Wo.)CH | — | US134 (1 Wo.)US | Erstveröffentlichung: 25. Oktober 2024 als CSNY |

grau schraffiert: keine Chartdaten aus diesem Jahr verfügbar
Weitere Livealben
- 2012: CSN 2012 (CD + DVD)

### Kompilationen
| Jahr | Titel         | Höchstplatzierung, Gesamtwochen, AuszeichnungChartplatzierungen (Jahr, Titel, Platzierungen, Wochen, Auszeichnungen, Anmerkungen) | Höchstplatzierung, Gesamtwochen, AuszeichnungChartplatzierungen (Jahr, Titel, Platzierungen, Wochen, Auszeichnungen, Anmerkungen) | Höchstplatzierung, Gesamtwochen, AuszeichnungChartplatzierungen (Jahr, Titel, Platzierungen, Wochen, Auszeichnungen, Anmerkungen) | Höchstplatzierung, Gesamtwochen, AuszeichnungChartplatzierungen (Jahr, Titel, Platzierungen, Wochen, Auszeichnungen, Anmerkungen) | Höchstplatzierung, Gesamtwochen, AuszeichnungChartplatzierungen (Jahr, Titel, Platzierungen, Wochen, Auszeichnungen, Anmerkungen) | Anmerkungen                                    |
| Jahr | Titel         | DE | AT | CH | UK | US | Anmerkungen                                    |
| ---- | ------------- | --- | --- | --- | --- | --- | ---------------------------------------------- |
| 1974 | So Far        | — | — | — | UK25 (6 Wo.)UK | US1 ×6Sechsfachplatin · (27 Wo.)US                                                                                                | Erstveröffentlichung: 19. August 1974 als CSNY |
| 1980 | Replay        | — | — | — | — | US122 (5 Wo.)US | Erstveröffentlichung: 8. Dezember 1980         |
| 1991 | CSN           | — | — | — | — | US109 ×4Vierfachplatin · (2 Wo.)US                                                                                                | Erstveröffentlichung: 15. Oktober 1991         |
| 2005 | Greatest Hits | — | — | — | UK38 Gold · (4 Wo.)UK | US24 (9 Wo.)US | Erstveröffentlichung: 15. März 2005            |
| 2009 | Demos         | — | — | — | — | US104 (1 Wo.)US | Erstveröffentlichung: 2. Juni 2009             |

grau schraffiert: keine Chartdaten aus diesem Jahr verfügbar
Weitere Kompilationen
- 1998: Carry On (UK: Gold)
- 2021: Deja Vu Alternates

### Singles
| Jahr | Titel Album                                 | Höchstplatzierung, Gesamtwochen, AuszeichnungChartplatzierungen (Jahr, Titel, Album, Platzierungen, Wochen, Auszeichnungen, Anmerkungen) | Höchstplatzierung, Gesamtwochen, AuszeichnungChartplatzierungen (Jahr, Titel, Album, Platzierungen, Wochen, Auszeichnungen, Anmerkungen) | Höchstplatzierung, Gesamtwochen, AuszeichnungChartplatzierungen (Jahr, Titel, Album, Platzierungen, Wochen, Auszeichnungen, Anmerkungen) | Höchstplatzierung, Gesamtwochen, AuszeichnungChartplatzierungen (Jahr, Titel, Album, Platzierungen, Wochen, Auszeichnungen, Anmerkungen) | Höchstplatzierung, Gesamtwochen, AuszeichnungChartplatzierungen (Jahr, Titel, Album, Platzierungen, Wochen, Auszeichnungen, Anmerkungen) | Anmerkungen                                   |
| Jahr | Titel Album                                 | DE | AT | CH | UK | US | Anmerkungen                                   |
| ---- | ------------------------------------------- | --- | --- | --- | --- | --- | --------------------------------------------- |
| 1969 | Marrakesh Express Crosby, Stills & Nash     | — | — | — | UK17 (9 Wo.)UK | US28 (8 Wo.)US | Erstveröffentlichung: Juli 1969               |
| 1969 | Suite: Judy Blue Eyes Crosby, Stills & Nash | — | — | — | — | US21 (12 Wo.)US | Erstveröffentlichung: September 1969          |
| 1970 | Woodstock Déjà Vu                           | — | — | — | — | US11 (11 Wo.)US | Erstveröffentlichung: März 1970 als CSNY      |
| 1970 | Teach Your Children Déjà Vu                 | — | — | — | — | US16 (11 Wo.)US | Erstveröffentlichung: Mai 1970 als CSNY       |
| 1970 | Ohio –                                      | — | — | — | — | US14 (9 Wo.)US | Erstveröffentlichung: Juni 1970 als CSNY      |
| 1970 | Our House Déjà Vu                           | — | — | — | UK— SilberUK | US30 (9 Wo.)US | Erstveröffentlichung: September 1970 als CSNY |
| 1977 | Just A Song Before I Go CSN                 | — | — | — | — | US7 (21 Wo.)US | Erstveröffentlichung: 17. Juni 1977           |
| 1977 | Fair Game CSN                               | — | — | — | — | US43 (9 Wo.)US | Erstveröffentlichung: 1977                    |
| 1982 | Southern Cross Daylight Again               | — | — | — | — | US18 (17 Wo.)US | Erstveröffentlichung: September 1982          |
| 1982 | Too Much Love To Hide Daylight Again        | — | — | — | — | US69 (6 Wo.)US | Erstveröffentlichung: 1982                    |
| 1982 | Wasted On The Way Daylight Again            | — | — | — | — | US9 (15 Wo.)US | Erstveröffentlichung: 1982                    |
| 1983 | War Games Allies                            | — | — | — | — | US45 (9 Wo.)US | Erstveröffentlichung: 1983                    |
| 1988 | American Dream                              | — | — | — | UK55 (1 Wo.)UK | — | Erstveröffentlichung: 1988 als CSNY           |
| 1989 | Got It Made American Dream                  | — | — | — | — | US69 (8 Wo.)US | Erstveröffentlichung: 1989 als CSNY           |

Weitere Singles
- 1978: I Give You Give Blind
- 1980: Carry on
- 1983: Raise a Voice
- 1988: Night Time for the Generals (als CSNY)
- 1989: This Old House (als CSNY)
- 1989: That Girl (als CSNY)
- 1990: Chippin’ Away
- 1990: Live it Up
- 1990: If Anybody Had a Heart
- 1990: (Got to Keep) Open
- 1994: Only Waiting for You
- 1994: It Won’t Go Away
- 1994: These Empty Days
- 1999: No Tears Left (als CSNY)

### Videoalben
- 2006: Acoustic/Long Time Comin’/Daylight Again

## Auszeichnungen für Musikverkäufe
| Goldene Schallplatte - Australien - 2010: für das Videoalbum Acoustic/Long Time Comin’/Daylight Again - Frankreich - 1977: für das Album 4 Way Street - 1979: für das Album Crosby Stills & Nash - Italien - 2021: für das Album Déjà Vu | Platin-Schallplatte - Australien - 2002: für das Album Crosby Stills & Nash - 2008: für das Album Carry On - Frankreich - 2001: für das Album Déjà Vu |

Anmerkung: Auszeichnungen in Ländern aus den Charttabellen bzw. Chartboxen sind in ebendiesen zu finden.
| Land/RegionAuszeichnungen für Musikverkäufe (Land/Region, Auszeichnungen, Verkäufe, Quellen) | Silber  | Gold       | Platin       | Verkäufe   | Quellen           |
| -------------------------------------------------------------------------------------------- | ------- | ---------- | ------------ | ---------- | ----------------- |
| Australien (ARIA)                                                                            | —       | Gold1      | 2× Platin2   | 147.500    | aria.com.au       |
| Deutschland (BVMI)                                                                           | —       | 2× Gold2   | —            | 500.000    | musikindustrie.de |
| Frankreich (SNEP)                                                                            | —       | 2× Gold2   | Platin1      | 500.000    | infodisc.fr       |
| Italien (FIMI)                                                                               | —       | Gold1      | —            | 25.000     | fimi.it           |
| Schweiz (IFPI)                                                                               | —       | Gold1      | —            | 25.000     | hitparade.ch      |
| Vereinigte Staaten (RIAA)                                                                    | —       | —          | 28× Platin28 | 28.000.000 | riaa.com US2      |
| Vereinigtes Königreich (BPI)                                                                 | Silber1 | 4× Gold4   | —            | 600.000    | bpi.co.uk         |
| Insgesamt                                                                                    | Silber1 | 11× Gold11 | 31× Platin31 |            |                   |